# 打保站
打保站（日语：／ Utsubo eki */?）是位於岐阜縣飛驒市宮川町打保，東海旅客鐵道（JR東海）的高山本線車站。

## 歷史
- 1933年11月12日：國有鐵道飛越線杉原站至坂上站之間開通，此站啟用。為一般車站[2]。
- 1934年10月25日：岐阜站至富山站全線開通，整段改名為高山本線。
- 1973年4月20日：終止貨物起卸業務。
- 1984年2月1日：終止行李起卸業務。
- 1985年6月1日：降為無人車站。
- 1987年4月1日：隨國鐵分割民營化，車站由東海旅客鐵道（JR東海）營運。
- 2003年3月：翻新站房。
- 2004年10月22日：受到颱風蝎虎吹襲影響，包括此站在內飛驒古川站至豬谷站之間不能通行。由於此站前往區間的路軌受損，KiHa48形（5803、6810）被滯留在此站。
- 2007年：

- 2月9日：隨著不能通行區間工程完成。上述2輛列車運送至高山站，隨後再運送往名古屋市的JR東海名古屋車輛區進行檢査（列車由此站至坂上站之間可自行前往，隨後由柴油機車牽引運送）。
- 9月8日：角川站至豬谷站之間重開，整段區間重開。

## 車站構造
車站是一座地面車站，設有2面2線相對式月台，可進行列車交會。車站西邊為1號下行月台（豬谷方向），東邊為2號上行月台（高山站）。
在1983年前，特急「北阿爾卑斯」曾經駛入富山地方鐵道時期。此站會有兩列「北阿爾卑斯」於此站列車交會。
簡易車站大樓位於1號月台側。兩月台之間設有跨線橋連接。此站是由高山站管理的無人車站。
在站內的轉轍器上設有防雪棚。在高山本線上只有此站才有該設施。在颱風蝎虎吹襲影響使KiHa48形被滯留在此站，這些列車駛進了防雪棚內以保護車輛。
站內和車站周邊沒有廁所。

### 月台
| 月台 | 路線     | 上下行 | 方向           |
| ---- | -------- | ------ | -------------- |
| 1    | 高山本線 | 下行   | 富山方向       |
| 2    | 高山本線 | 上行   | 高山、下呂方向 |

## 車站周邊
- 國道360號（日语：国道360号）
- 鄉土文化傳習館（國家重要有形民俗文化財（日语：民俗文化財），當中展示了雪國特有的用具。從車站步行10分鐘）
- 飛驒市營打保住宅
- 打保郵局

## 相鄰車站
東海旅客鐵道（JR東海）
 高山本線
坂上－打保－杉原

## 注腳
1. ↑  JR東海移動等便利化取組報告書
2. ↑  日本《官報》第2054號「鐵道省告示第514號」，1933年11月4日：第65頁。
3. 1 2  採用車站時間表的方向資訊。詳情參見JR東海官方網站的各站時間表 （页面存档备份，存于）（截至2015年1月）。